# کوبیس
کوبیس (به اسپانیایی: Cubelles) یک شهرستان در اسپانیا است که در Garraf واقع شده‌است.

## خصوصیات
کوبیس ۱۳٫۶۷ کیلومترمربع مساحت و ۱۳٬۹۹۵ نفر جمعیت دارد و ۱۲ متر بالاتر از سطح دریا واقع شده‌است.